# Schloss Pörnbach

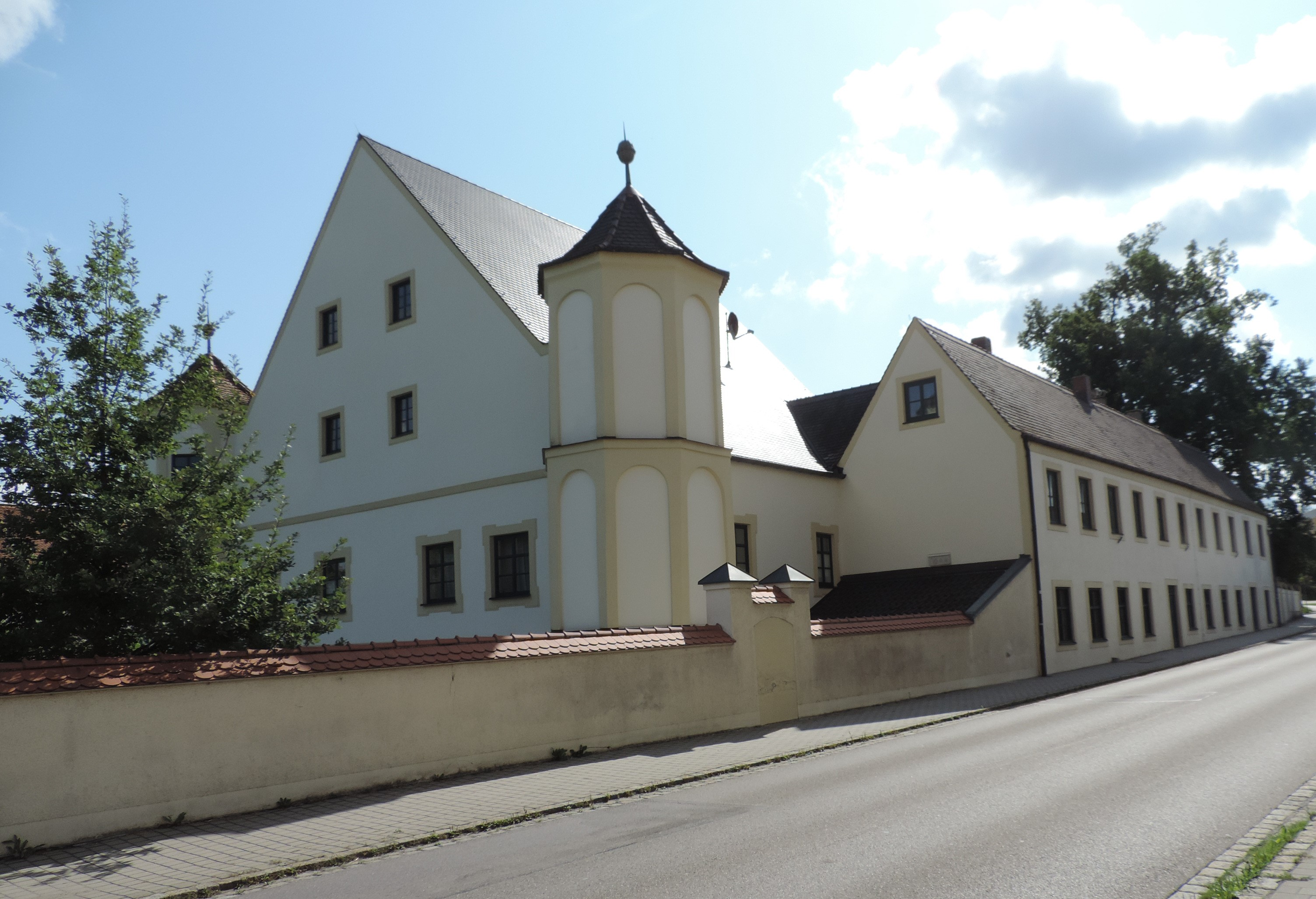
Nord-/Westseite des Schlosses
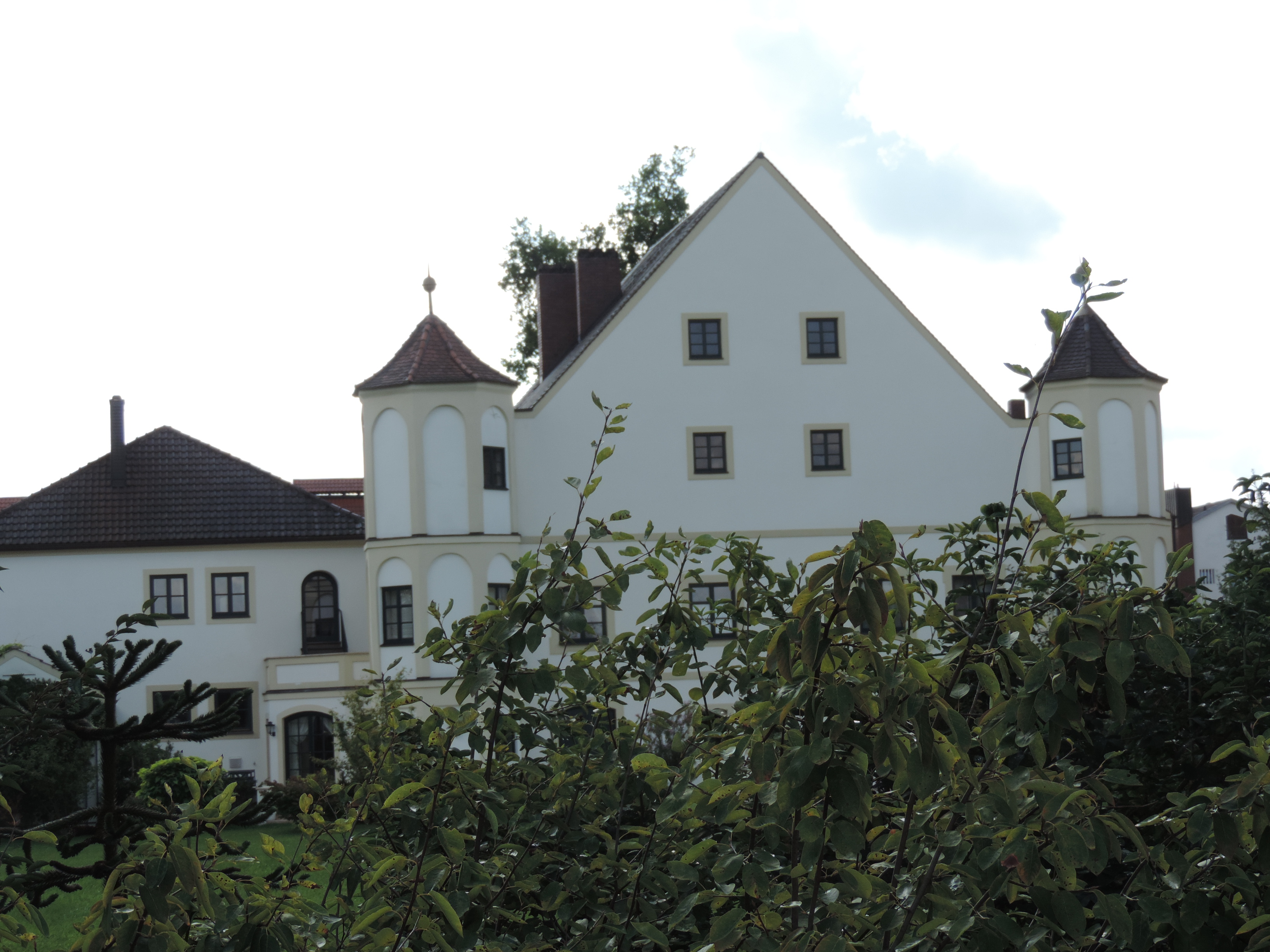
Blick über den Schlosspark
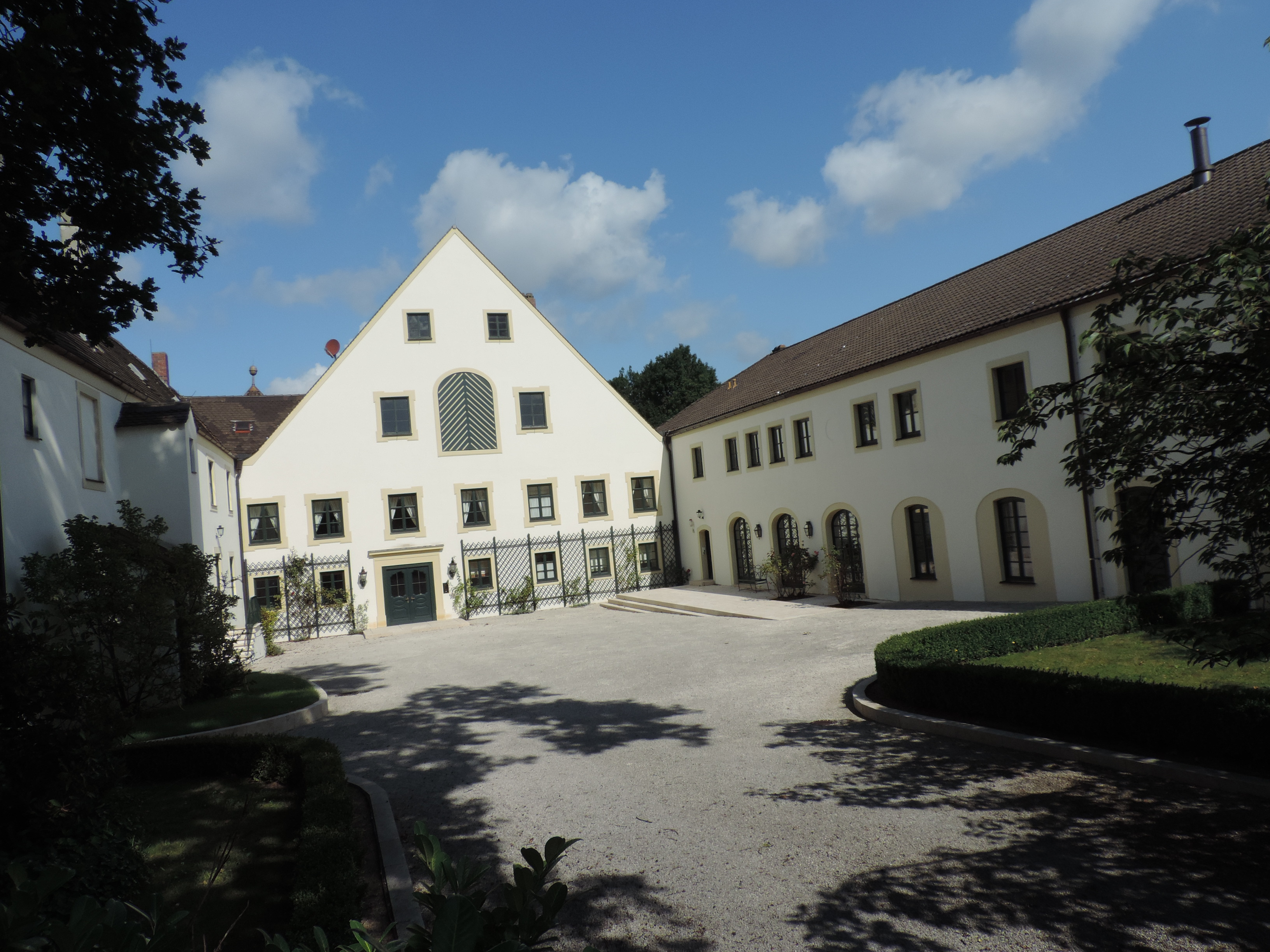
Südseite des Schlosses
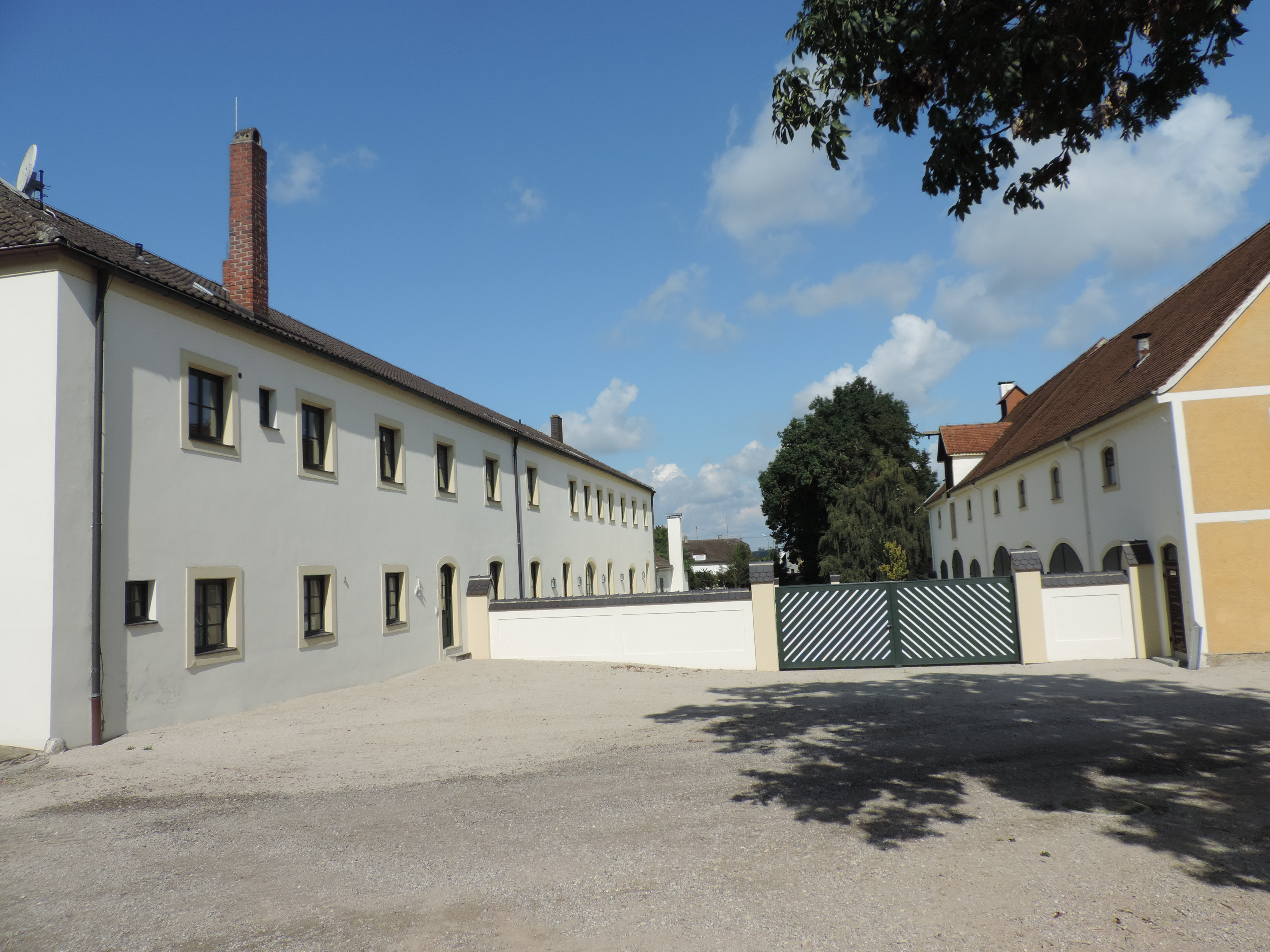
Blick auf Nebengebäude des Schlosses

Schloss Pörnbach liegt mitten in der Ortschaft Pörnbach im Landkreis Pfaffenhofen an der Ilm.

## Geschichte
1558 wurde das Schloss erstmals erwähnt. Vermutlich wurde es 1572 unter Johann Georg von Schafhausen neu erbaut. Die Form des Wohntrakts lässt auf die Entstehung im Stil der Renaissance schließen. 1662 kam Schloss Pörnbach an die gräfliche Familie Toerring. 1708 erfolgten durch die Toerrings, die das Schloss seit Mitte des 18. Jahrhunderts nicht mehr bewohnten, größere Um- und Ausbaumaßnahmen. Im Laufe der Jahre erfolgten immer wieder bauliche Veränderungen am Schloss und seinen umfangreichen Nebengebäuden. Nach 1946 boten das Schloss und die dazugehörenden Gebäudekomplexe Unterkunft für Flüchtlingsfamilien. Von 2003 bis 2005 wurde das verwahrloste Areal aufwändig renoviert. Auch wurde der Schlosspark neu angelegt. Gegenwärtig wird Schloss Pörnbach als Ort für Feierlichkeiten genutzt.

## Baubeschreibung
Der Wohntrakt ist ein breitgelagerter, giebelständiger und zweigeschossiger Satteldachbau mit gartenseitigen polygonalen Ecktürmen (im Kern 1614/15). Die dazugehörenden Wirtschaftsgebäude sind langgestreckte zweigeschossige Satteldachbauten, stammend aus dem 18./19. Jahrhundert.